# Абингтон (Коннектикут)
А́бингтон (англ. Abington) — посёлок в США на востоке штата Коннектикут, в 26 км к северо-востоку от г. Уиллимантик.
Здесь находится одна из старейших церквей в штате (1751) и одна из первых публичных библиотек (1793).